# Flesh of My Flesh, Blood of My Blood
Flesh of My Flesh, Blood of My Blood is het tweede studioalbum van de Amerikaanse rapper DMX. Ruff Ryders Entertainment en Def Jam Recordings brachten het in december 1998 uit op elpee, cd, cassette en als download. De nummers "Slippin'" en "No Love 4 Me" werden beide tevens als single uitgegeven. Flesh of My Flesh, Blood of My Blood was, net als zijn debuutalbum It's Dark and Hell Is Hot, een commercieel succes. DMX bereikte met dit album wederom de eerste plaats in de Amerikaanse hitlijst Billboard 200.
Op de albumhoes is een met bloed besmeurde DMX te zien. De foto's voor de albumhoes werden gemaakt door Jonathan Mannion. Hij had een bad gevuld met zestig liter bloed en wist DMX, die aanvankelijk twijfelde, te overtuigen in het bad plaats te nemen voor de fotosessie.

## Tracks
1. "My Niggas (Skit)" - 1:27
2. "Bring Your Whole Crew" - 3:40
3. "Pac Man (Skit)" - 0:56
4. "Ain't No Way" - 4:49
5. "We Don't Give a Fuck" - 4:07
6. "Keep Your Shit the Hardest" - 4:48
7. "Coming From" (met Mary J. Blige) - 5:13
8. "It's All Good" - 4:17
9. "The Omen" - 4:56
10. "Slippin'" - 5:05
11. "No Love 4 Me" (met Swizz Beatz en Drag-On) - 4:00
12. "Dogs for Life" - 5:31
13. "Blackout" (met Jay-Z en The LOX) - 5:00
14. "Flesh of My Flesh, Blood of My Blood" - 4:32
15. "Heat" - 4:07
16. "Ready to Meet Him" - 7:24